# Contrarellotge per equips d'Eindhoven 2005
La Contrarellotge per equips d'Eindhoven 2005, primera edició de la Contrarellotge per equips d'Eindhoven es va disputar el 19 de juny de 2005. La contrarellotge es va disputar pels voltants d'Eindhoven i fou guanyada per l'equip Gerolsteiner.

## Classificació final
|     | Equip                   | País          | Temps   |
| --- | ----------------------- | ------------- | ------- |
| 1r  | Team Gerolsteiner       | Alemanya      | 53' 35" |
| 2n  | Phonak                  | Suïssa        | + 03"   |
| 3r  | Team CSC                | Dinamarca     | + 24"   |
| 4t  | Rabobank                | Països Baixos | + 51"   |
| 5è  | Discovery Channel       | Estats Units  | + 54"   |
| 6è  | Davitamon-Lotto         | Bèlgica       | + 1'20" |
| 7è  | Domina Vacanze-De Nardi | Itàlia        | + 1'25" |
| 8è  | Illes Balears           | Espanya       | + 1'40" |
| 9è  | Crédit Agricole         | França        | + 1'42" |
| 10è | Cofidis                 | França        | + 1'46" |

25 participants, 25 classificats